# Orfilíneos
Orfilíneos (Orphilinae) é uma subfamília de coleópteros da família Dermestidae.

## Tribos
- Orphilini LeConte, 1861